# Соваж, Сергей Иванович
Сергей Иванович Соваж (1875—1916) — генерал-майор, герой Первой мировой войны.

## Биография
Родился 18 февраля 1875 года. Образование получил в Императорском Александровском лицее. В военную службу вступил 22 мая 1895 года вольноопределяющимся в лейб-гвардии Кирасирский Её Величества полк. Выдержал офицерский экзамен в Николаевском кавалерийском училище и 12 августа 1896 года был произведён в корнеты.
Произведённый 12 августа 1900 года в поручики, Соваж сдал вступительные экзамены в Николаевскую академию Генерального штаба, из которой был выпущен в 1902 году по 1-му разряду и 28 мая произведён в штабс-ротмистры с переименованием в капитаны генерального штаба. Вскоре после этого Соваж для прохождения служебного ценза был назначен командиром роты в лейб-гвардии Егерском полку и находился на этой должности до 30 апреля 1904 года.
6 ноября 1904 года Соваж был назначен обер-офицером для поручений при штабе войск Гвардии и Санкт-Петербургского военного округа, с 1 февраля 1905 года был помощником старшего адъютанта штаба войск Гвардии и Санкт-Петербургского военного округа а с 19 июля 1907 года занимал должность самого адъютанта, после чего 6 декабря был произведён в подполковники и утверждён в должности. 6 декабря 1911 года произведён в полковники. С 10 мая по 10 сентября 1912 года проходил цензовое командование батальоном в 6-м Финляндском стрелковом полку.
В начале Первой мировой войны Соваж прошёл курс обучения на лётчика-наблюдателя, а затем временно командовал 145-м пехотным Новочеркасским полком. В конце 1914 года назначен начальником штаба 37-й пехотной дивизии, но при этом продолжал числиться в полку. Высочайшим приказом от 3 января 1915 года за отличия в Новочеркасском полку Соваж был награждён Георгиевским оружием, а высочайшим приказом от 1 сентября того же года он получил орден св. Георгия 4-й степени
За то, что в боях 25-го, 26-го и 27-го мая 1915 г. в районе дд. Луковец и Новоселица, командуя боевым участком, блестящими действиями своего полка обеспечивал расположение всего отряда. Вечером 25-го мая, будучи обойдён противником с обоих флангов, находясь всё время под огнём, лично с полным мужеством повёл последний батальон своего полка в атаку, остановил наступление противника и утвердился на позиции. 26-го — 27-го мая вновь перешёл в наступление, чем содействовал полному поражению противника.
22 августа 1915 года Соваж был назначен командующим лейб-гвардии Семёновским полком. 18 февраля 1916 года произведён в генерал-майоры со старшинством с 6 декабря 1915 года (на основании Георгиевского статута) с утверждением в должности.
8 мая 1916 года на передислокации Семёновского полка к Молодечно Соваж был задавлен лошадью, упавшей на него на всём скаку. Из списков исключён 17 мая 1916 года. Погребён во Введенском соборе лейб-гвардии Семёновского полка.
Среди прочих наград Соваж имел ордена:
- Орден Святого Станислава 3-й степени (1905 год)
- Орден Святой Анны 3-й степени (1906 год)
- Орден Святого Станислава 2-й степени (1908 год)
- Орден Святой Анны 2-й степени (1 января 1912 года)
- Орден Святого Владимира 4-й степени (6 декабря 1913 года)

## Избранная библиография
- Соваж С. И. Российская императорская армия: [16 наглядных табл. форм обмундирования] / С. Соваж. — СПб.: Типография товарищества «Общественная польза», 1894. — 59 с.